# NGC 4940
NGC 4940 é uma galáxia espiral (Sa) localizada na direcção da constelação de Centaurus. Possui uma declinação de -47° 14' 13" e uma ascensão recta de 13 horas, 05 minutos e 00,2 segundos.
A galáxia NGC 4940 foi descoberta em 3 de Março de 1837 por John Herschel.